# 8812 Kravtsov
8812 Kravtsov este un asteroid din centura principală de asteroizi.

## Descriere
8812 Kravtsov este un asteroid din centura principală de asteroizi. A fost descoperit pe 20 octombrie 1982 la Observatorul de Astrofizică din Crimeea de Liudmila Karacikina. El prezintă o orbită caracterizată de o semiaxă mare de 2,63 ua, o excentricitate de 0,25 și o înclinație de 6,6° în raport cu ecliptica.